# Goephanes pauliani
Goephanes pauliani là một loài bọ cánh cứng trong họ Cerambycidae.